# Lucilia caerulea
Lucilia caerulea  — вид двокрилих комах родини каліфорид (Calliphoridae).